# Стангерия
Стангерия (лат. Stangeria) — монотипный род растений семейства Замиевые (Zamiaceae). Включает единственный вид — Стангерия шерстистая (Stangeria eriopus).
Род назван в честь английского естествоиспытателя, чиновника в Капской колонии и колонии Наталь Уильяма Стангера.

## Ботаническое описание
Двудомные растения, имеющие облик многолетних трав. Корни толстые, главный корень морковеподобный, незаметно переходит в стебель. Стебель подземный, клубневидный или реповидный (каудекс), до 10 см в диаметре, простой или разветвлённый (до 12 ветвей, на каждой из которых по 1—4 листа и одиночная шишка). Листья перистые, папоротниковидные, листопадные, до 2 м длиной с черешком; листочки длинные и широкие (до 6 см), супротивные или почти супротивные, с заметной главной жилкой и частыми параллельными жилками, расходящимся в обе стороны от неё. Шишки опушённые. Хромосомы x=6.

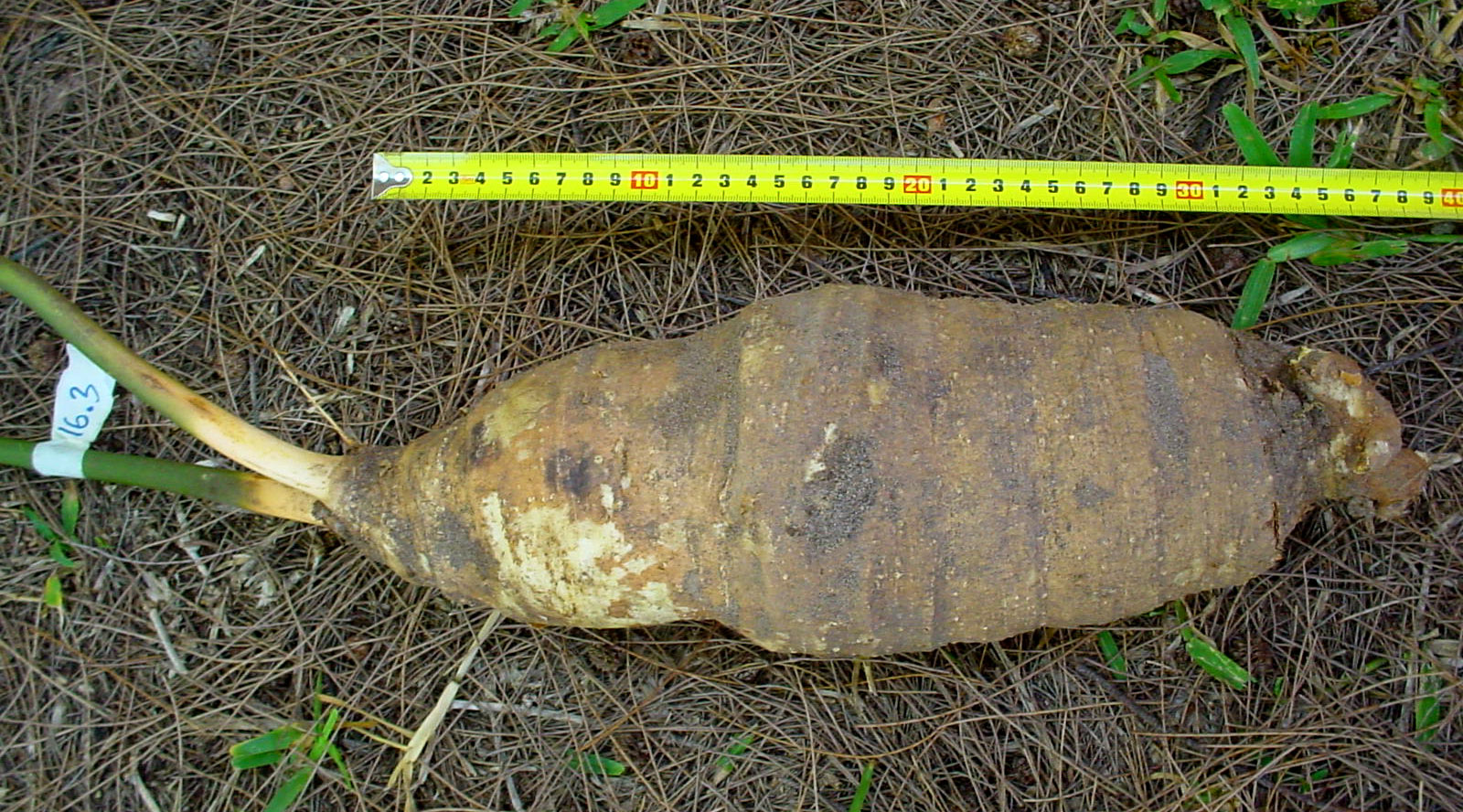
Стеблекорень
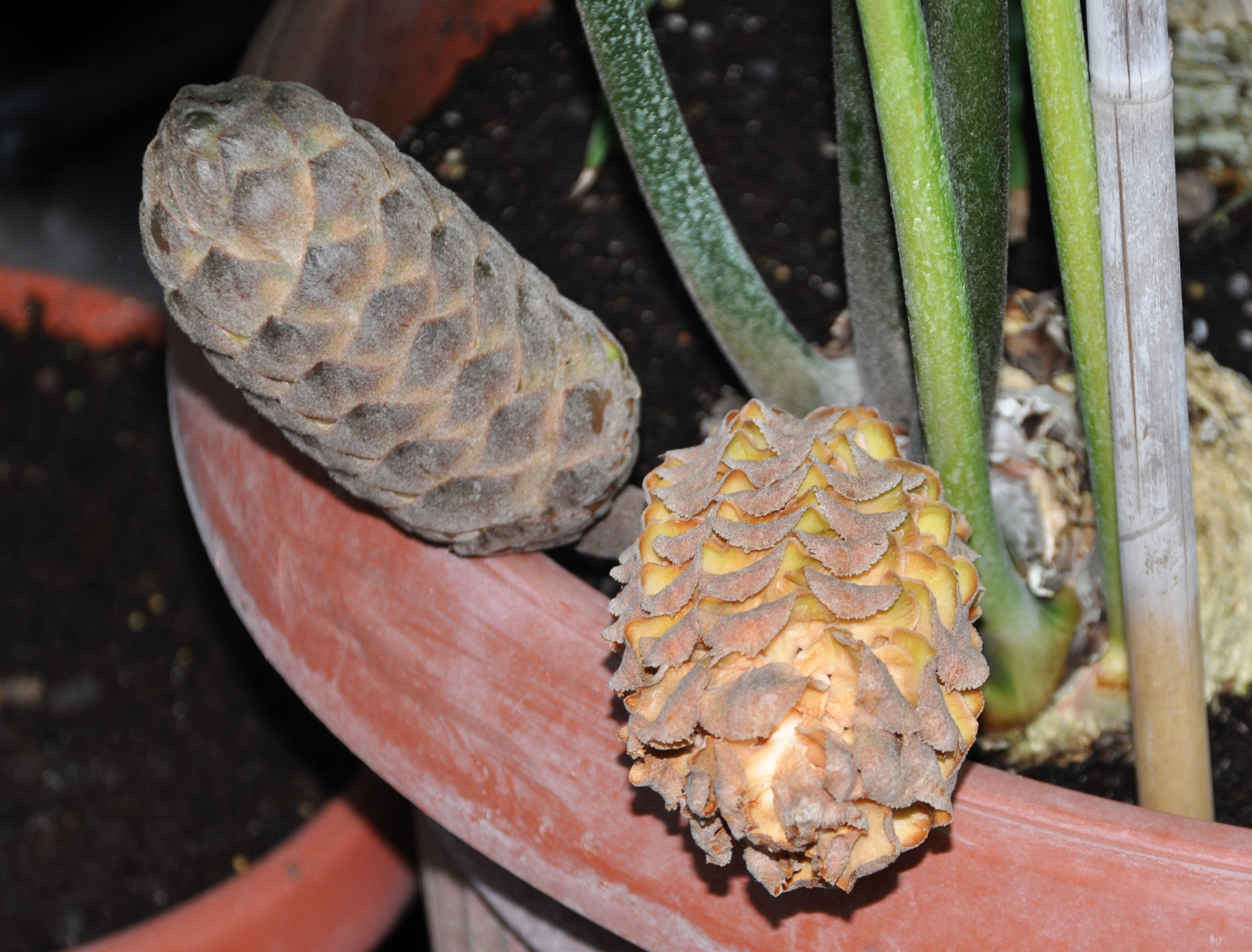
Женские шишки
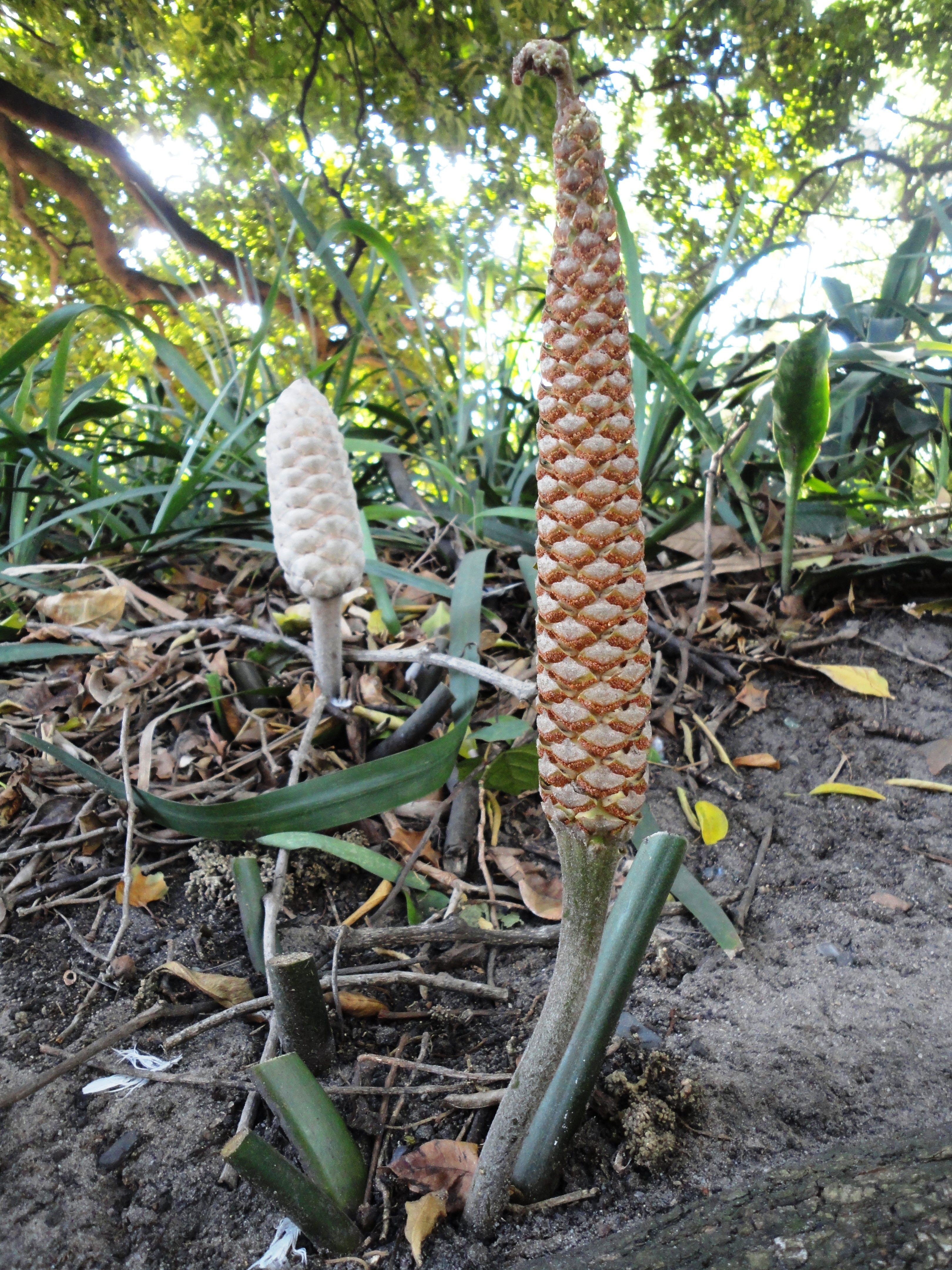
Мужская шишка (справа)
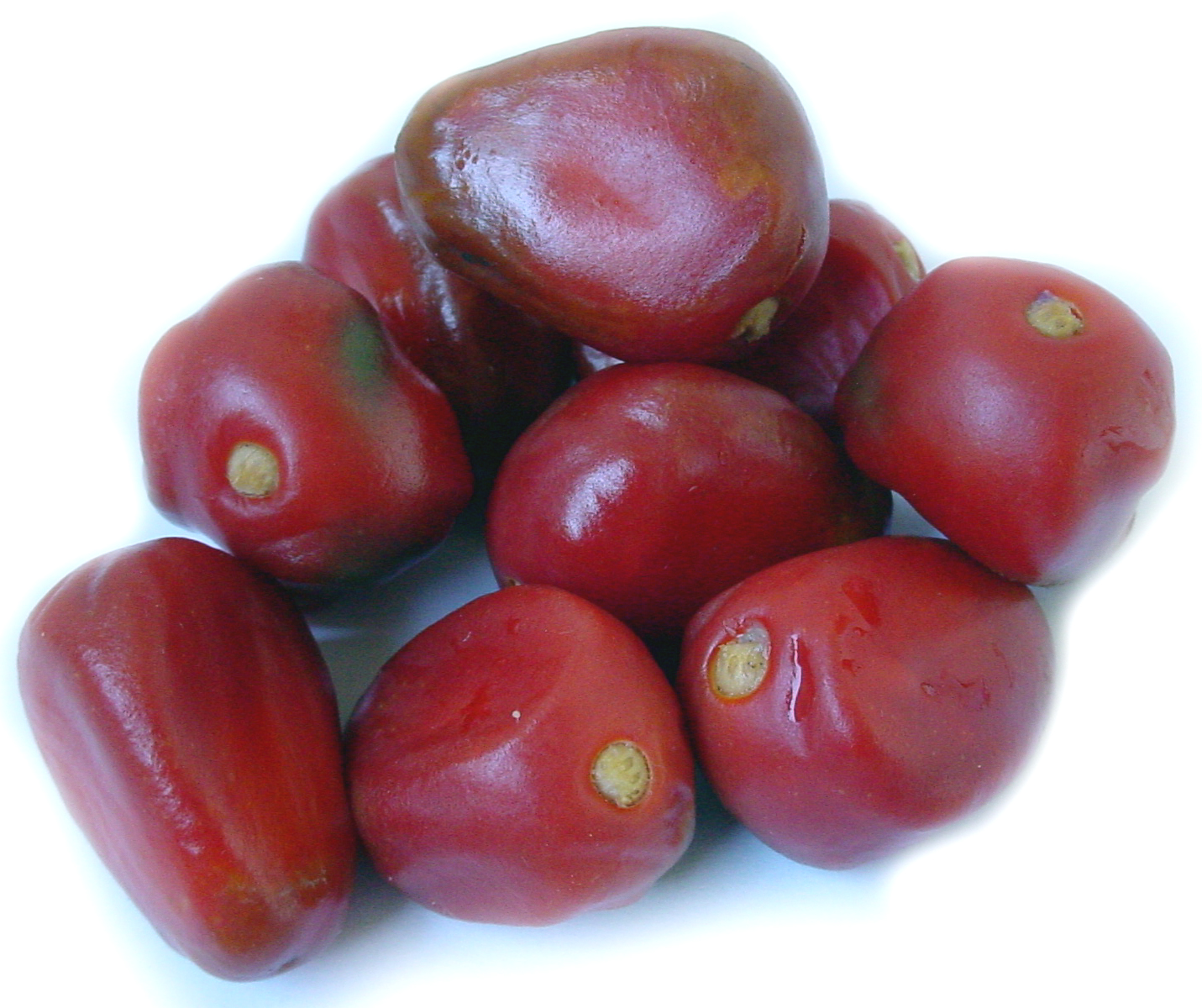
Семена

## Распространение
Эндемик Южной Африки (юг Мозамбика, провинции Квазулу-Натал и Восточно-Капская ЮАР). Растёт в прибрежных травянистых сообществах и лесах до 750 м над уровнем моря.

## Синонимы вида
- Lomaria eriopus Kunze (1839)basionym
- Stangeria katzeri Regel (1874)
- Stangeria paradoxa T.Moore (1853)typus[2]
- Stangeria sanderiana J.Schust. (1932), pro syn.
- Stangeria schizodon W.Bull (1872)